# Thomas Höse
Thomas Höse (* 9. August 1967 in Wittenberg) ist ein deutscher Politiker (bis Januar 2021 AfD) und Beamter der Bundeswehr. Er war von 2016 bis 2021 Mitglied im Landtag von Sachsen-Anhalt.

## Werdegang
Höse besuchte die Polytechnische Oberschule und absolvierte im Anschluss bis 1986 eine Lehre. Danach erfolgte der Wehrdienst in der Nationalen Volksarmee der DDR. Nach der politischen Wende arbeitete er zunächst als Gerüstbauer, ehe er 1993 eine Tätigkeit als Sicherheitsmitarbeiter aufnahm. Seit 1995 ist er Beamter bei der Bundeswehr.
Höse lebt in Wittenberg-Kropstädt.

## Politik
Höse war Schatzmeister/Kassenwart des Kreisverbands Wittenberg der AfD.
Am 25. Mai 2014 kandidierte er erfolglos für die AfD bei der Stadtratswahl in Wittenberg.
Bei der Landtagswahl in Sachsen-Anhalt 2016 gelang ihm der Einzug als Landtagsabgeordneter in den Landtag Sachsen-Anhalt über die Landesliste. Sein Mandat wurde erst nach einer Korrektur des Wahlergebnisses durch die Landeswahlleiterin Christa Dieckmann der AfD zugeschrieben. Er verdrängte dabei Guido Henke, den amtierenden Parlamentarischen Geschäftsführer der Partei Die Linke.